# Батагај-Алита
Батагај-Алита (рус. Батагай-Алыта) често се назива и Сакирир, село је и административни центар Евено-Битантајски национални рејон у северном делу Јакутије.
Село је смештено на реци Улахан-Сакирир. У селу постоји и писта за авионе и тиме и ваздушна веза са Јакутском. У селу постоји основна и средња школа, културни центар, музичка школа, библиотека, народно позориште и музеј. У близини села планирана је изградња мале хидроелектране.
Насеље има око 1.832 становника (2013).

## Становништво
| 1959. | 2002. | 2010. |
| ----- | ----- | ----- |
| 803   | 1.722 | 1.832 |